# Gonomyia (Leiponeura) auchetes
Gonomyia (Leiponeura) auchetes is een tweevleugelige uit de familie steltmuggen (Limoniidae). De soort komt voor in het Australaziatisch gebied.